# 西川大辅
西川大辅（日语：／ Nishikawa Daisuke，1970年6月2日—），日本男子竞技体操运动员。他曾获得1988年和1992年夏季奥运会男子团体全能铜牌。他也参加了1990年和1994年亚洲运动会。